# 모탈 컴뱃 (1992년 비디오 게임)
《모탈 컴뱃》(Mortal Kombat)은 1992년 10월 8일에 아케이드로 먼저 발매되었고, 이후 다양한 기종으로 이식된 《모탈 컴뱃》 시리즈의 첫 번째 작품이다. 여러 가지 기념비적인 성과를 이룬 작품으로 최초의 버튼가드, 최초의 공중콤보, 최초의 숨겨진 캐릭터를 탄생시켰으나 이 게임을 널리 알린 것은 페이탈리티가 등장한 것. 페이탈리티의 잔혹성으로 게임은 엄청난 인기를 얻게 되고 이 잔혹성의 문제로 인해 미국내 게임심의 기구인 ESRB가 생겨나기에 이른다. 확인되지 않은 소문이지만 유독 《모탈 컴뱃》 1 오리지널 아케이드판이 후속작들에 비해 유일하게 한국 오락실에 퍼진것은 당시 기판 수입업체가 심의기관에 뇌물을 주었기 때문이라는 설도 있다.

## 등장인물
- 리우캉: 소림사에서 무술을 익히는 무술인.
- 쟈니 케이지: 영화배우
- 소냐 블레이드: 특수부대원으로 계급은 중위
- 케이노: 범죄조직 두목으로 소냐 블레이드에게 쫓기고 있다.
- 서브 제로: 닌자
- 스콜피온: 닌자
- 라이덴: 인간의 몸을 빌어 이 세상에 강림한 뇌신이다.
- 고로: 쇼칸족이기 때문에 팔이 4개다. 중간보스.
- 샹청: 타락한 마법사로 다른 사람들의 영혼을 강탈해서 변신술을 구사할 수 있다. 변신술이 아닌 본인 고유의 기술은 장풍을 3번 연속 발사하는 것 하나뿐이다. 최종보스.

## 유산 및 반응
일렉트로닉 게이밍 먼스는 《모탈 컴뱃》에게 "1993년 가장 논쟁적인 게임" 타이틀을 달았다. 1995년 데일리 뉴스의 기사는 "《모탈 컴뱃》의 원작이 되는 게임은 1992년 발표되었다. 줄거리 라인과 등장인물, 대폭력의 융합은 세계적인 히트작을 탄생을 알렸다. 그리고 유명세에 불을 붙인 유혈낭자한 특유 효과는, 논란의 촉발의 계기가 되었다."고 서술한다. 2004년 레트로 게이머 독자가 투표한 최고의 고전게임 순위에서 55위를 차지했다. 임직원이 이에 덧붙이기를 "향후 버전은 첫 게임의 한계점을 개선할 테지만, 여기서 모든 것이 시작되었다." 클레이브온라인은 역대 2D 격투게임 톱 텐에서 2위로 선정, 한편 포브스는 "가장 사랑받는 아케이드 게임" 중 하나로써 오늘날까지 "아케이드의 제왕"이라고 부르며, 첫 타이틀의 아케이드 기기는 불과 몇백 달러에서 2,500달러 사이를 오가는 금액이 책정되었다고 덧붙였다.
2011년 콤플렉스는 《모탈 컴뱃》의 첫 작품을 역대 최고의 격투게임 12위로 선정, 한편 비르투왈라 폴스카는 최고의 아미가(여자친구) 게임에서 19위로 선정했다. 2012년 타임은 역대 가장 위대한 100개의 게임 중 하나로 추대했다. 2013년 컴플렉스에서 공개한 1990년대 최고의 아케이드 게임에서 1위로 선정, 후속작의 경우 명단의 6위 자리를 차지했다.
《모탈 컴뱃》의 SNES 포트는 검열 문제에 있어 게임 평단에게 광범위하게 비판받았다. 2006년 IGN은 이를 최악의 아케이드의 콘솔 이식에서 8위로 선정했다. 게임을 보다 가정 친화적으로 만드려는 닌텐도의 결정은 또한 게임스파이의 게임 사상 가장 멍청한 결정 목록에서 언급된다.
세가 CD 버전은 게임 평단에 그보다 더욱 가혹한 반응을 얻었다. 일렉트로닉 게이밍 먼스의 비평가는 제네시스 버전에서 다소의 개선만 있었을 뿐이나 과대선전 되었다고 했으며, 지체 시간도 비판했다. 게임프로 역시 비슷하게 비판을 쏟아냈다. "모탈 컴뱃의 원작이 돌아왔다. 이번에는 CD로. 여기 몇몇 개선점이 있을 거로 기대하는 당신. 생각을 재고하길 바란다." 평론가들은 전투와 지체 시간 간의 로딩 시간으로 하여금 게임에게 "변덕스럽고 분위기 파악 못하는 느낌"이 생겼다며 혹평했다.